# Pretikanje
Pretikanje je kuharski postopek, ki pripomore, da postanejo pusti kosi mesa pri pečenju sočnejši.
Pretikamo pusto govedino, divjačino in bravino. Za pretikanje se najpogosteje uporablja suho slanino, kumarice ali stroke česna (predvsem za okus). Sestavina za pretikanje je narezana na tanke rezance. Za pretikanje se uporabljajo posebne igle ali ozek in oster nož.